# Parque Nacional de Mana Pools e Áreas de Safari de Sapi e Chewore
Situadas na região nordeste do Zimbabwe, junto ao rio Zambeze e da fronteira com Moçambique, o Parque Nacional de Mana Pools e as áreas protegidas de Sapi e Chewore, pela sua beleza natural e riqueza em fauna, foram inscritas pela UNESCO, em1984, na lista das propriedades que são Património da Humanidade.
O conjunto, com uma área de 676.600 ha (15°37' - 16°25'S, 29°08'-30°20'E), foi declarado zona de reserva em 1995 e os parques instituídos em 1963 e 1964. Esta parte do vale do Zambeze, desde a barragem de Kariba até à fronteira com Moçambique, inclui grandes porções do escarpamento do Zambeze, com enormes falésias que chegam à altitude de 1000 m acima do nível do vale. As Mana Pools são antigos canais do Zambeze, enquanto que a área protegida de Chewore se encontra junto à garganta de Mupata, com cerca de 30 km de extensão.
A vegetação é do tipo floresta de mopane (savana arborizada, com dominância de Colophospermum mopane) e a fauna inclui grandes populações de elefantes, búfalos, leopardos, leões, hienas e chitas. Existe também uma rica selecção de antílopes, incluindo muitas espécies prottegidas, como o cudo (Tragelaphus strepsiceros) e o pala-pala (Hippotragus niger). No rio encontra-se uma importante concentração de crocodilos e várias espécies de peixes de grandes dimensões, como o peixe-tigre (Hydrocynus vittatus), a tilápia do Zambeze (Oreochromis mortimeri), o peixe-gato gigante (localmente chamado “vundu”, Heterobranchus longifilis) e o peixe-pulmonado, Protopterus annectens.